# Kemer (Antalya)
Kemer est une ville et un district de la province d'Antalya dans la région méditerranéenne en Turquie.

## Géographie
Située sur la côte méditerranéenne, Kemer est une destination touristique en tant que station balnéaire et pour son environnement de forêts.